# Coinage Act of 1965
The Coinage Act of 1965, lagförd den 23 juli 1965, är en lag som eliminerade silver från cirkulerande dime- och quarter dollar-mynt (10 respektive 25 cent) i USA och minskade halten silver i half dollar (50 cent) från 90 till 40 procent. Förändringen gjordes på grund av en brist på mynt som orsakades av en ökning av priset på silver.